# Usher-szindróma
Az Usher-szindróma egy látás- és halláscsökkenést okozó, de az értelmi képességeket épen hagyó betegség. Charles Usher angol szemész 1914-ben hívta fel a figyelmet a tünetegyüttesre. A siketvakok fele Usher-szindrómás. A betegek felnőttként vagy idős korukban akár teljesen meg is vakulhatnak, és teljesen meg is siketülhetnek. Az Usher-szindrómában a látásromlásért a retinitis pigmentosa a felelős; a retinitis pigmentosában megbetegedettek 10%-a Usher-szindrómás. Az autoszomálisan recesszíven öröklődő betegségnek három fő változata van, amik főként a lefolyás sebességében különböznek. Ezek között nincs éles határ, összemosódhatnak.

## Története
1858-ban Albrecht von Gräfe, a szemészet egy korai úttörője egy általa vizsgált siket betegéről írt, aki retinitis pigmentosában szenvedett, és akinek két testvére is hasonló problémával küszködött. Valószínűleg ez az Usher-szindróma első leírása. Tanítványa, Richard Liebreich átvizsgálta Berlin teljes lakosságát a siketség és a retinitis pigmentosa társulásával kapcsolatban. A családfavizsgálatokból kiderült, hogy a látás- és hallássérülés összekapcsolódik. Leírta a betegség recesszív természetét is, mivel az egyes családok több nemzedékében is megjelent, és előfordulását gyakran közeli rokonok házassága előzte meg.
1914-ben Charles Usher angol szemész tudósította a közvéleményt a betegségről, és annak öröklődéséről.

## Tünetei
Az Usher-szindróma belsőfül eredetű hallássérüléssel és a retina sorvadásával jár. Sokat segíthet a korai cochleáris implantáció, ami a romló hallást helyettesíti. A korai tünetek már kisgyermekkorban jelentkezhetnek. A retinitis pigmentosa farkasvaksággal kezdődik, és a látótér beszűkülésével folytatódik. A hallásvesztés gyorsabb.

## Előfordulása
A különböző epidemiológiai vizsgálatok szerint az Usher-szindróma 100 ezer személy közül három-hat embert érint. Számításba véve a vizsgált személyek korát, a hatodik évtizedtől kezdve ez a szám 100 ezerből tízre nő. Ez azért van, mert nehéz felismerni a betegséget, különösen a fiataloknál, így a betegség ritkábbnak látszik, mint amilyen.
Nem könnyű megállapítani a különböző típusok gyakoriságát sem. Európában az 1-es típus részesedése 25-44%, a 2-es típusé 56-75%, és a 3-asé 10-40%. A 3-as típusra Birminghamben 20%-ot, Finnországban 40%-ot mértek. Az eltérések származhatnak az alapító hatás miatti ingadozásból, valamint eredhetnek a diagnosztizálás nehézségeiből is.

## Okai
Az Usher-szindrómának genetikai okai vannak. Hátterét csak a 20. század végén tárták fel a betegektől vett minták alapján. Több kromoszómán is több lókuszt találtak, amelyek mutációja Usher-szindrómát okozhat; ezeket el is nevezték (USH1A-G, USH2A-C, USH3A-B). Génszekvenáláskor az USH1A jelölt kiesett, viszont találtak egy új lókuszt, az USH2D-t, ami kapcsolatba hozható a betegséggel. Az összes többi gyanús helyről bebizonyosodott a gyanú. .
A fehérjék között a harmonin kulcsszerepet játszik, mivel kölcsönhat majdnem minden eddig ismert, az Usher-szindrómával kapcsolatba hozott fehérjével, így kapcsolatot teremt közöttük. Hasonló lehet az USH2D által leírt whirlin szerepe is.

## Típusai
Az Usher-szindrómának három típusát különböztetik meg, amik főként sebességükben különböznek.
- Usher 1:
  - Siketség, vagy nagyothallás már születéskor
  - Egyensúlyzavar
  - A szemtünetek már gyermekkorban jelentkeznek
  - A látásvesztés gyors

A betegek különösen nehéz helyzetbe kerülhetnek a kizárólagos hangnyelvi oktatás miatt.
- Usher 2:
  - Enyhe fokú halláscsökkenés születéskor
  - A látás a kamaszkor utáni években kezd romlani
  - A húszas évekre megjelenik a csőlátás

Amennyiben megfelelően ellátják őket segédeszközökkel, az ebben az altípusban szenvedő gyerekek együtt tanulhatnak ép társaikkal.
- Usher 3:
  - A hallás kamaszkorban kezd romlani
  - A látássérülés a hallással együtt kezd el romlani
  - A beteg idős korára teljesen megsiketülhet
  - A beteg negyvenes éveire meg is vakulhat
  - Az egyensúlyérzék együtt romlik a látással és a hallással

Lassúsága miatt ezt a típust a legnehezebb felismerni. Könnyen összetéveszethető az érzékszervek öregedésével, legalábbis eleinte.

## Felismerése
Habár létezik már a genetikai alapú diagnózis, az Usher-szindrómát inkább a kezdeti tünetek alapján ismerik fel. Rizikócsoportjai a született siketek és nagyothallók. A korai felismerés lélektani szempontból is fontos.
A retinát elektroretinogrammal vizsgálják a retinitis pigmentosa jelei után kutatva. A genetikai alapú diagnózishoz a kromoszómák megfelelő szakaszait kell elemezni. A DNS- és a fehérjecsipek kísérleti fázisban vannak, amik a genetikai tanácsadást is segítenék.

## Kezelése
A betegség nem gyógyítható, de léteznek ígéretes kutatási eredmények az őssejt- és a génterápiára. A hallás segíthető hallókészülékkel, vagy helyettesíthető cochleáris implantátummal. A retina helyettesítésére szolgáló eszközöket még fejlesztik. A betegek rehabilitiációja speciális siketvakos módszereket igényel.